# Музей военно-морской славы
Музей военно-морской славы — военно-исторический музей в Кронштадте на южном берегу острова Котлин, часть культурно-развлекательного комплекса Остров фортов.

Создание музея анонсировали в 2019, на презентации проекта во время ПМЭФ-2019. Соорганизатор проекта Марика Коротаева сообщила:
«В кластере будет возможность сходить на настоящий военный боевой корабль, также разрабатывается возможность экскурсий на первой атомной советской подлодке. Это может быть интересно следующему поколению туристов, могут быть [организованы] VR-туры. Это такой современный исторический парк, который будет полностью погружать в историю военного флота.»
Здание музея построено на базе двух параллельно расположенных складов боеприпасов, т.н. Линкорских складов, построенных в 1915 году и утративших свои функции после вывода из эксплуатации фортов и батарей острова Котлин. Новое здание накрывает их и пространство между ними, в этом пространстве расположен самый крупный экспонат музея — первая советская атомная подводная лодка К-3 «Ленинский комсомол», отбуксированная в Кронштадт в августе 2021 года из плавучего дока на Кольском полуострове. Пройдя восстановительные работы на Кронштадтском морском заводе, лодка была отправлена на Выборгский судостроительный завод, а оттуда при помощи баржи «Атлант» отправлена в Кронштадт. Транспортировка лодки в музей по улицам Кронштадта потребовала разрезания её на две части и раздельной перевозки частей с частичным демонтажом уличных коммуникаций. Внутри лодки проводятся экскурсии.